# 都市経済学
都市経済学（としけいざいがく、英語: urban economics）とは、都市の発展および都市構造の形成過程を、理論経済学や統計学などの理論的な分析によって、都市という単位からその経済現象を研究・考察する分野である。
ミクロ経済学の基本によって、都市という単位からその経済現象を研究、考察する。土地、住宅市場に関する問題、都市部と郊外との関連と地域経済成長のパターンに関する分析など、空間を考慮した経済分析（空間経済学）や経済地理・情報経済の多くが対象範囲で、都市という対象に対して、交通などの公共財や住宅市場・不動産市場などの立地情報、企業の経営や政府の活動といったミクロの経済的分析を、都市部と郊外との関連と地域経済成長のパターンに関連して行う。また、マクロ経済学も都市経済学の理論的考察に用いられるようになってきている。

## 都市経済
都市は、社会的･経済的観点からみると、(1) 大量の人口･経済活動が集中して存在している、(2) 第2次･第3次産業などの非農業的土地利用が支配的である、(3) 種々様々の人々が生活し、多種多様な経済活動が営まれ、そのため種々の外部効果が生じ社会的相互作用が活発に行われる地域である。このような地域が経済的に成立するためには、その周辺に、食料および原料を供給する農村がヒンターランド（後背地）として存在していることが必要であるが、交通の発達とともに、一方では食料や原料の供給地は都市の周辺だけでなく全世界に拡大していった。

## 空間の重要性
都市経済学では、空間を重視して経済活動を分析する点で、通常の経済学と異なる。経済学では空間を考慮しないことが大多数である一方、都市経済学で空間が重視されるのは、都市が空間的な広がりを持ち、財や人の移動に時間と費用がかかるからである。また移動にかかる時間と費用は都市の空間構造を形成させる。例えば、電車の駅に近い住宅地の土地の値段は、駅から遠い土地の値段より高い。これは、駅までに行く時間と費用が少ない所に対する需要のほうが大きいからである。

## 参考
- 都市経済学 (プログレッシブ経済学シリーズ) 東洋経済新報社 1997 金本良嗣
- 都市経済学の基礎 (有斐閣アルマ) 有斐閣 2000 佐々木公明 文世一
- 都市経済学 (シリーズ・新エコノミクス) 日本評論社 2008 山崎福寿 浅田義久
- 高橋孝明『都市経済学』有斐閣〈有斐閣ブックス〉、2012年。ISBN 978-4-641-18406-0。